# میشل پرودوم
میشل ژرژس ژان غیسلن پرودوم (به فرانسوی: Michel Georges Jean Ghislain Preud’Homme) (زادهٔ ۲۴ آوریل ۱۹۵۹ در اوگری) دروازه‌بان فوتبال بازنشسته اهل بلژیک و مربی کنونی فوتبال است.
پرودوم در دوران بازیکنی خود از بهترین دروازه‌بانان فوتبال جهان بود و به عنوان اولین برنده جایزه یاشین (بهترین دروازه‌بان جام جهانی فوتبال ۱۹۹۴) انتخاب شد.
وی در باشگاه‌های استاندار لیژ، میشلن و بنفیکا سنگربانی کرد و با میشلن قهرمان جام حذفی بلژیک در سال ۱۹۸۷، جام برندگان جام و سوپر جام اروپا در ۱۹۸۸ و قهرمان لیگ بلژیک در ۱۹۸۹ شد. او در سال ۱۹۹۹ در ۴۰ سالگی از فوتبال بازنشسته شد.
وی ۵۸ بازی ملی را برای تیم ملی بلژیک از ۱۹۷۹ تا ۱۹۹۵ انجام داد و در دو جام جهانی ۱۹۹۰ ایتالیا و ۱۹۹۴ آمریکا بازی کرد.
پرودوم از اوت ۲۰۰۶ تا پایان فصل ۲۰۰۸ مربی استاندار لیژ بود و این تیم را پس از ۲۵ سال به قهرمانی لیگ بلژیک رساند و در فصل بعد به خنت دیگر تیم بلژیکی رفت.

## افتخارات

### فردی
- کفش طلای بلژیک: ۱۹۸۷، ۱۹۸۹
- دروازه‌بان سال بلژیک: ۱۹۸۸، ۱۹۸۹، ۱۹۹۰، ۱۹۹۱ و ۱۹۹۴
- بهترین دروازه‌بان جهان فدراسیون بین‌المللی تاریخ و آمار فوتبال: ۱۹۹۴
- دروازه‌بان سال یوفا: ۱۹۹۴
- جایزه یاشین: ۱۹۹۴